# Klima:aktiv Gebäudestandard

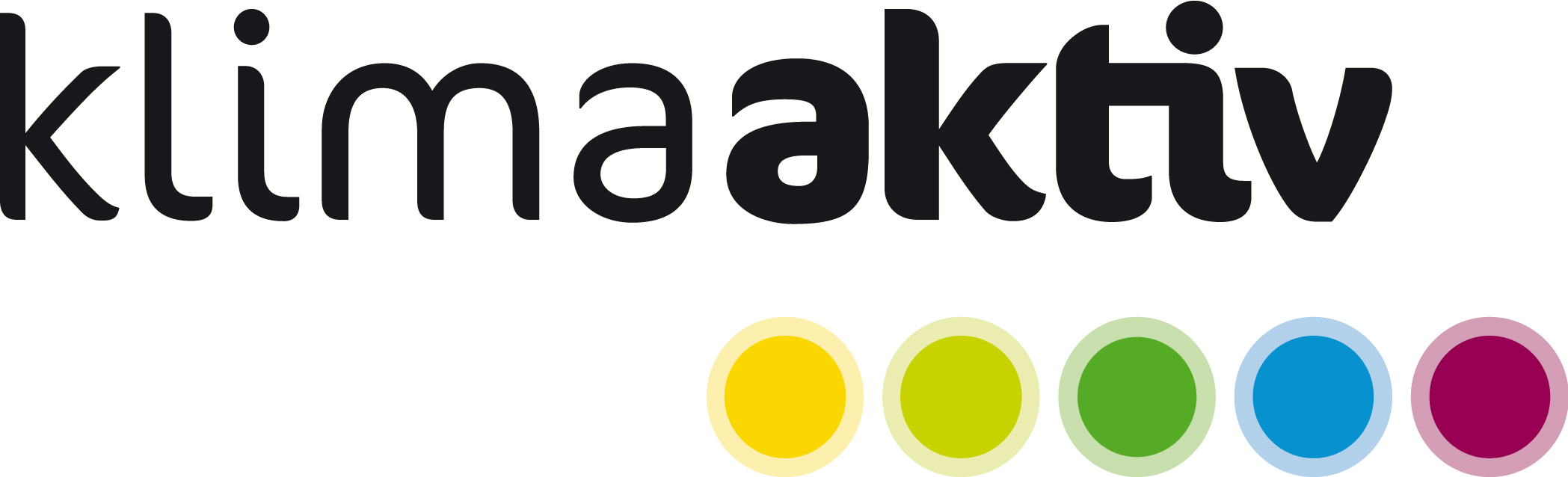
Logo klimaaktiv-Initiative des BMK

Der klimaaktiv Gebäudestandard ist ein im Rahmen der Klimaschutzinitiative klimaaktiv des österreichischen Bundesministeriums für Klimaschutz, Umwelt, Energie, Mobilität, Innovation und Technologie definierter Standard für Energieeffizienz, ökologische Qualität, Komfort und Ausführungsqualität. Er geht über einen reinen Energiestandard und die verstärkte Nutzung der erneuerbaren Energieträger – das eigentliche Kernprogramm von klimaaktiv zur Verringerung des CO2-Ausstoßes – hinaus.

## Geschichte und Konzept
Die Kriterien von klimaaktiv bauen wesentlich auf Entwicklungsergebnissen der Programmlinie „Haus der Zukunft“ des Bundesministerium für Verkehr, Innovation und Technologie auf: das Bewertungskonzept wurde vom Energieinstitut Vorarlberg und dem Österreichischen Institut für Baubiologie und -ökologie (IBO) auf Basis der Erfahrungen mit den Gebäudebewertungssystemen IBO ÖKOPASS, TQ, ÖKOPASS EFH des Ökobauclusters NÖ sowie mit der Wohnbauförderung Vorarlberg erarbeitet und wird laufend weiterentwickelt. Ausgehend von der Bewertung für Wohngebäude gibt es inzwischen Kriterienkataloge für sämtliche Nichtwohngebäudetypen, jeweils für Neubau und Sanierung.
Der klimaaktiv Gebäudestandard ist europaweit eines der erfolgreichsten und gleichzeitig anspruchsvollsten Gütesiegel für nachhaltiges Bauen, denn er definiert die im internationalen Vergleich strengsten Anforderungen im Bereich Energieeffizienz.
Bisher (Stand 2021) wurden in Österreich über 1.160 Wohngebäude und Dienstleistungsgebäude nach dem klimaaktiv Standard errichtet. Alle klimaaktiv Gebäude werden in der Gebäudedatenbank veröffentlicht.

## Der Kriterienkatalog
Alle klimaaktiv Kriterienkataloge sind nach einem 1.000-Punkte System aufgebaut, anhand dessen die Planungs- und Ausführungsqualität, die Energie und Versorgung, die Qualität der Baustoffe und der Konstruktionen sowie zentrale Aspekte zu Komfort und Raumluftqualität von neutraler Seite beurteilt und bewertet werden. Konkret umfasst der Kriterienkatalog folgende vier Bereiche:
- Standort: Bereits bei der Auswahl des Standortes wird die Basis für einen nachhaltigen Gebäudebetrieb gelegt. Hier sind Infrastrukturangebote und umweltfreundliche Mobilität am Standort ebenso wichtig wie das Thema Mikroklima und Grünraum.
- Energie und Versorgung: Niedriger Energiebedarf, weniger CO2-Emissionen und ein geringerer Primärenergieeinsatz als in Standardbauten sind für das Erreichen von hochwertiger klimaaktiv Qualität maßgeblich. Innovative Effizienztechnologien wie Energieflexibilität und Speicher, PV-Erträge und Maßnahmen zur Qualitätssicherung und Wirtschaftlichkeit werden bewertet.
- Baustoffe und Konstruktion: Besonders klimaschädliche Baustoffe und besorgniserregende Substanzen werden ausgeschlossen, die Verwendung umweltschonender Materialien wird belohnt. Die ökologische Optimierung von der Herstellung eines Gebäudes bis hin zur Entsorgung wird bei klimaaktiv berücksichtigt.
- Komfort und Raumluftqualität: Sommertauglichkeit, die Verwendung emissionsarmer Baustoffe im Innenausbau und eine optimierte Tageslichtversorgung führen zu überdurchschnittlicher Behaglichkeit und guter Raumluftqualität.

## Stufen der Gebäudebewertung
Alle klimaaktiv Kriterienkataloge sind nach einem 1.000-Punkte System aufgebaut. Je nach erreichter Punktezahl wird ein Gebäude in den drei Qualitätsstufen ausgezeichnet.
- klimaaktiv Bronze: Gebäude, die alle Musskriterien erfüllen, werden mit klimaaktiv Bronze ausgezeichnet. Eine Bepunktung erfolgt nicht.
- klimaaktiv Silber: Gebäude, die alle Musskriterien erfüllen und mindestens 750 Punkte erreichen, werden mit der Stufe klimaaktiv Silber ausgezeichnet.
- klimaaktiv Gold: Gebäude, die alle Musskriterien erfüllen und mindestens 900 Punkte erreichen, werden mit klimaaktiv Gold ausgezeichnet.

Die Bewertungskategorien:
- A Standort – 150 Punkte
- B Energie und Versorgung – 550 Punkte
- C Baustoffe und Konstruktion – 150 Punkte
- D Komfort und Gesundheit – 150 Punkte

Im Rahmen von klimaaktiv spielt die Bewertungskategorie Energie und Versorgung eine zentrale Rolle. Ziel ist es, Energiebedarf und Schadstoffemissionen beim Betrieb von Gebäuden deutlich zu reduzieren. Der seit 2020 gültige Kriterienkatalog schließt den Einsatz von fossilen Energieträgern aus und schärft die Qualitätsanforderungen im Bereich der Energieeffizienz. Außerdem stellt er höhere Anforderungen an Infrastruktur und umweltverträgliche Mobilität sowie auch an die Umweltverträglichkeit von eingesetzten Baustoffen und Produkten.
Die Basis-Kriterien sind Muss-Kriterien in allen drei Qualitätsstufen. Alle Kriterien sowie die Ergebnisse der konkreten Gebäudebewertungen sind transparent und nachvollziehbar auf öffentlichen Websites einsehbar.

## Die Online-Deklaration
Voraussetzung für die Auszeichnung eines Gebäudes mit dem klimaaktiv Qualitätszeichen ist der erfolgreiche Abschluss der Online Gebäudedeklaration. Es können Wohnbauten und Dienstleistungsgebäude, jeweils unterschieden nach Neubau, Sanierung sowie Sanierung im Denkmalschutz, deklariert werden. Alle Gebäudekategorien (Wohnbauten, Dienstleistungsgebäude) werden auf der Deklarationsplattform klimaaktiv.baudock.at deklariert. Diese steht nach einer einmaligen Registrierung kostenlos zur Verfügung.

## Die Gebäude
Die klimaaktiv Gebäudedatenbank informiert über Praxisbeispiele vorbildlicher Neubauten und umfassender Sanierungen von Wohn- und Dienstleistungsgebäuden. Dort findet man alle Gebäude, die in Österreich entsprechend den klimaaktiv Kriterien geplant oder bereits errichtet wurden. Auch alle Träger des Staatspreis für Architektur und Nachhaltigkeit sind Teil der Datenbank.

## Programmleitung
Das Programm „klimaaktiv Bauen und Sanieren“ ist Teil der Klimaschutzinitiative klimaaktiv des österreichischen Bundesministeriums für Klimaschutz, Umwelt, Energie, Mobilität, Innovation und Technologie. Die zentrale Koordination und Leitung für das Programm wird von der Österreichischen Gesellschaft für Umwelt und Technik (ÖGUT GmbH) vollzogen. Die Programmleitung wird in allen Bundesländern von Partnern unterstützt. Diese Unternehmen und Institutionen stehen für alle Fragen der Gebäudedeklaration / -bewertung bereit und unterstützen bei der regionalen Verankerung.